# The Eagle Has Landed (musikalbum)
The Eagle Has Landed var hårdrocksbandet Saxons första liveskiva, utgiven 1982. Den spelades in under Europadelen av den turné som följde på skivan Denim and Leather och som genomfördes 1981. På albumet introducerades trumslagaren Nigel Glockler. Albumet nådde plats 5 på den engelska topplistan och fick guldstatus i flera länder. År 2006 gavs skivan ut i remastrat skick med sex bonusspår inspelade på Hammersmith Odeon 1981 och 1982.

## Låtlista
| Sida 1 | Sida 1                       | Sida 1 |
| Nr     | Låt                          | Längd  |
| ------ | ---------------------------- | ------ |
| 1.     | Motorcycle Man               | 4:22   |
| 2.     | 747 (Strangers in the Night) | 4:38   |
| 3.     | Princess of the Night        | 4:20   |
| 4.     | Strong Arm of the Law        | 4:39   |
| 5.     | Heavy Metal Thunder          | 4:09   |

| Sida 2 | Sida 2          | Sida 2 |
| Nr     | Låt             | Längd  |
| ------ | --------------- | ------ |
| 6.     | 20,000 Ft.      | 3:26   |
| 7.     | Wheels of Steel | 8:52   |
| 8.     | Never Surrender | 3:54   |
| 9.     | Fire in the Sky | 2:41   |
| 10.    | Machine Gun     | 3:52   |

| Bonusspår från remaster 2006 | Bonusspår från remaster 2006 | Bonusspår från remaster 2006 |
| Nr                           | Låt                          | Längd                        |
| ---------------------------- | ---------------------------- | ---------------------------- |
| 11.                          | And the Bands Played On      | 3:05                         |
| 12.                          | See the Light Shining        | 5:25                         |
| 13.                          | Frozen Rainbow               | 6:03                         |
| 14.                          | Midnight Rider               | 5:21                         |
| 15.                          | Dallas 1PM                   | 6:14                         |
| 16.                          | Hungry Years                 | 5:52                         |